# Ted McClain
Theodore McClain, detto Ted (Nashville, 30 agosto 1946), è un ex cestista statunitense, professionista nella ABA e nella NBA.

## Carriera
Venne selezionato dagli Atlanta Hawks al secondo giro del Draft NBA 1971 (22ª scelta assoluta).
Il 26 Dicembre 1973 realizza con la maglia dei Carolina Cougars contro i New York Nets 12 palle rubate (in 35 minuti giocati) record assoluto in ABA e NBA.

## Palmarès
- Campionato ABA: 2

Kentucky Colonels: 1975
New York Nets: 1976
- ABA All-Defensive Team: 1

1974
- ABA All-Star Game: 1

1974
- Migliore nelle palle rubate della stagione ABA (1973-1974)
- Maggior numero di palle rubate totali nella stagione ABA: (1973-1974)
- Quarto miglior giocatore per palle rubate di sempre ABA
- Nono migliore giocatore di sempre per palle rubate a partita ABA in regular season (2,0 palle rubate a partita)
- Ventisettesimo per numero di assist di sempre ABA